# Seznam članov Odbora vojaškega štaba (OZN)
Seznam članov Odbora vojaškega štaba Varnostnega sveta OZN.

## Člani
2009
- generalmajor Liu Pei,
- brigadni general François Estrate,
- Ruska federacija Aleksej J. Mezenin,
- generalmajor Peter Gilchrist in
- viceadmiral James Alexander Winnefeld.

2010
- generalmajor Xu Nanfeng,
- brigadni general François Estrate,
- Ruska federacija Aleksej J. Mezenin,
- generalmajor Jonathan David Shaw in
- viceadmiral James Alexander Winnefeld.

2011
- generalmajor Xu Nanfeng,
- brigadni general François Estrate,
- Ruska federacija Aleksej J. Mezenin,
- generalmajor Jonathan David Shaw in
- generalporočnik Charles H. Jacoby mlajši.

## Predsedniki
2009
- januar:  Peter Gilchrist
- februar:  James Alexander Winnefeld
- marec:  Liu Pei
- april:  François Estrate
- junij:  Aleksej J. Mezenin
- julij:  Peter Gilchrist
- avgust:  James Alexander Winnefeld
- september:  Liu Pei
- oktober:  François Estrate
- november:  Aleksej J. Mezenin
- december:  Peter Gilchrist

2010
- januar:  Xu Nanfeng
- februar:  François Estrate
- marec:  Aleksej J. Mezenin
- april:  Jonathan David Shaw
- maj:  James Alexander Winnefeld
- junij:  Xu Nanfeng
- julij:  François Estrate
- avgust:  Aleksej J. Mezenin
- september:  Jonathan David Shaw
- oktober:  James Alexander Winnefeld
- november:  Xu Nanfeng
- december:  François Estrate

2011
- januar:  Aleksej J. Mezenin
- februar:  Jonathan David Shaw
- marec:  Charles H. Jacoby mlajši
- april:  Xu Nanfeng
- maj:  François Estrate
- junij:  Aleksej J. Mezenin
- julij:  Jonathan David Shaw
- avgust:  Charles H. Jacoby mlajši
- september:  Xu Nanfeng
- oktober:  François Estrate
- november:  Aleksej J. Mezenin
- december:  Jonathan David Shaw